# Rick Margitza
Rick Margitza est un saxophoniste américain né le 24 octobre 1961 à Détroit, Michigan, aux États-Unis.
En 1988, il s'installe à New York, où il joue notamment avec Miles Davis.
Entre 1989 et 1991, il enregistre pour le label Blue Note. On le voit notamment aux côtés de Eddie Gomez, Tony Williams, Bobby Hutcherson, Maria Schneider, McCoy Tyner et Chick Corea.
En 2003, il s'installe à Paris et se produit avec Martial Solal, François Moutin, Louis Moutin, Ivan Paduart, Ari Hoenig, Jean-Michel Pilc, Peter Giron, Franck Amsallem, Manuel Rocheman et Mike Starmike.
Il fait partie du groupe Moutin Réunion quartet comme saxophoniste ténor, et est professeur d'harmonie et d'improvisation à l'IMEP, école de Jazz à Paris.

## Discographie

### Carrière solo
- Color, Blue Note, 1989
- Hope, Blue Note, 1990
- This is New, Blue Note, 1991
- Hands of Time, Challenge Records, 1995
- Work It, SteepleChase Records, 1995
- Game of Chance, Challenge Records, 1997
- Heart of Hearts, Palmetto Records, 2000
- Memento, Palmetto Records, 2001
- Bohemia, Nocturne Jazz, 2004
- Second Home, Emarcy, 2006 (avec Jeff Gardner, Ricardo del Fra, Simon Goubert)
- One Special Night in Italy, Tuscia in Jazz Live, 2008
- Sacred hearts, Le Coq Records, 2021

### Comme sideman
- The Complete Miles Davis at Montreux 1973-1991 : volumes 14 et 15, Casino de Montreux, le 21 juillet 1989